# Vịnh Batabanó

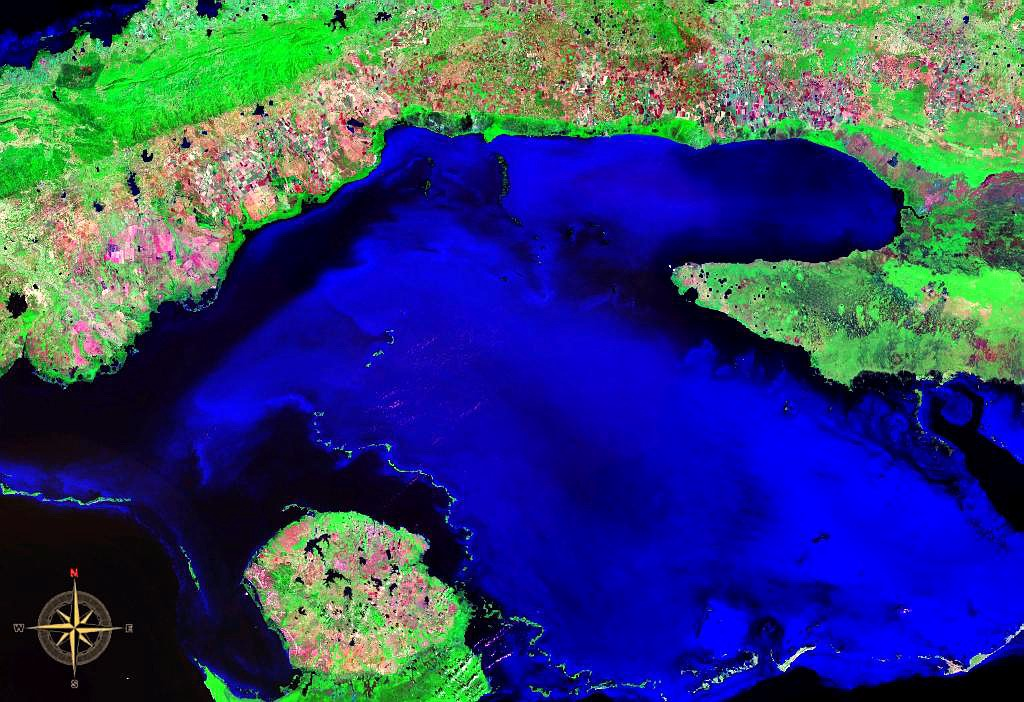
Vịnh Batabano nhìn từ không gian (màu giả)

Vịnh Batabanó (tiếng Tây Ban Nha: Golfo de Batabanó; phát âm bah-tah-bah-NO) là một vịnh nhỏ hoặc một eo biển ở ngoài khơi phía tây nam Cuba trong biển Caribe, chia cắt đất liền Cuba với đảo Juventud (đảo Tuổi trẻ). Vịnh này ở tọa độ địa lý 22°15′B 82°30′T / 22,25°B 82,5°T.
Bờ phía bắc của vịnh này bắt đầu từ bờ biển phía nam của Cuba ở tỉnh Pinar del Río, tỉnh La Habana và tỉnh Matanzas, kết thúc ở bán đảo Zapata (Península de Zapata), với chiều dài khoảng 130 km (80 dặm Anh). Phần đông bắc của vịnh này gọi là vịnh Ensenada de la Broa. Vịnh trải dài xuống phía nam khoảng 80 km (50 dặm Anh) tới đảo Juventud. Vịnh này có độ sâu dưới 61 m (200 ft) và gồm khoảng 350 đảo nhỏ của Quần đảo Canarreos (los Archipiélago de los Canarreos), không kể đảo Juventud. Vịnh này là trung tâm của việc đánh bắt hải miên.